# محوطه چشمه بید
محوطه چشمه بید مربوط به دوره تاریخی است و در شهرستان ایلام، بخش مرکزی. روستای چشمه کبود واقع شده است. این اثر در تاریخ ۳۰ دی ۱۳۸۵ با شمارهٔ ثبت ۱۶۹۵۱ به عنوان یکی از آثار ملی ایران به ثبت رسیده است.